# Susans
Susans (Susans in friulano) è una frazione del comune di Majano, in provincia di Udine.
Dista solo alcuni chilometri da Majano, come gli altri abitati contigui di Tiveriacco, Comerzo e San Tomaso.
Al centro del paese vi è la chiesa parrocchiale di Santo Stefano Protomartire, costruita nel 1812 e restaurata in seguito al terremoto del Friuli del 1976.
A poca distanza dall'abitato sorge in posizione sopraelevata il castello di Susans. Di storia antica, la sua ricostruzione nelle attuali forme risale al XVII secolo, quando venne ristrutturato per Fabrizio Colloredo.